# Мули-Тибетский автономный уезд
Мули-Тибетский автономный уезд (кит. упр. 木里藏族自治县, пиньинь Mùlǐ Zàngzú zìzhìxiàn, тиб. སྨི་ལི་རང་སྐྱོང་རྫོང་) — автономный уезд в Ляншань-Ийском автономном округе, провинция Сычуань, КНР.

## История
В 1952 году в уезде Яньюань был образован Мули-Тибетский автономный район уездного уровня (木里藏族自治区(县级)). В 1953 году он был выделен в отдельный Мули-Тибетский автономный уезд Специального района Сичан (西昌专区) провинции Сикан. В 1955 году провинция Сикан была расформирована, и Специальный район Сичан был передан в состав провинции Сычуань. В 1970 году Специальный район Сичан был переименован в Округ Сичан (西昌地区). В 1978 году Округ Сичан был расформирован, и Мули-Тибетский автономный уезд вошёл в состав Ляншань-Ийского автономного округа.

## Население
| Народ   | Численность | Доля    |
| ------- | ----------- | ------- |
| Тибетцы | 40 312      | 32,39 % |
| И       | 34 489      | 27,71 % |
| Китайцы | 27 199      | 21,85 % |
| Мяо     | 8371        | 6,73 %  |
| Монголы | 8035        | 6,46 %  |
| Наси    | 4317        | 3,47 %  |

В состав тибетцев включаются северные пуми, которые в соседней Юньнани считаются отдельной национальностью.

## Административное деление
Уезд делится на 1 посёлок, 23 волости и 5 национальных волостей (Байдяо-Мяоская национальная волость (白碉苗族乡), Гуцзэн-Мяоская национальная волость (固增苗族乡), Сянцзяо-Монгольская национальная волость (项脚蒙古族乡), Уцзяо-Монгольская национальная волость (屋脚蒙古族乡),  Эя-Насиская национальная волость (俄亚纳西族乡)).

## Экономика
Активно развивается солнечная энергетика, крупным инвестором выступает компания Yalong Hydro.